# امرینگ (فورستنفلدبروک)
امرینگ (فورستنفلدبروک) (به آلمانی: Emmering, Fürstenfeldbruck) یک شهر در آلمان است که در بایرن واقع شده‌است.

## خصوصیات
امرینگ ۱۰٫۹۴ کیلومترمربع مساحت دارد ۵۱۵ متر بالاتر از سطح دریا واقع شده‌است.